# Duša (Uskoplje, BiH)
Duša je naseljeno mjesto u općini Uskoplje, Federacija Bosne i Hercegovine, BiH.

## Stanovništvo

### 1991.
Nacionalni sastav stanovništva 1991. godine, bio je sljedeći:
ukupno: 130
- Muslimani - 114
- Hrvati - 15
- ostali, neopredijeljeni i nepoznato - 1

### 2013.
Nacionalni sastav stanovništva 2013. godine, bio je sljedeći:
ukupno: 39
- Bošnjaci - 31
- Hrvati - 8